# Zalaszentbalázs
Zalaszentbalázs is een plaats (község) en gemeente in het Hongaarse comitaat Zala. Zalaszentbalázs telt 848 inwoners (2001).